# Аргутина, Ирина Марковна
Ири́на Ма́рковна Аргу́тина (род. 7 июля 1963, Челябинск) — российский поэт, член Союза писателей России, лауреат Литературного конкурса имени К. М. Нефедьева, Международного поэтического конкурса «Пушкинская лира», Южно-Уральской литературной премии, лауреат и финалист международных конкурсов «Заблудившийся трамвай», «Русский стиль», «Виртуальная реальность» и др., член редколлегии международного поэтического интернет-альманаха «45-я параллель», автор восьми (на 2013 г.) поэтических книг. Живёт в Челябинске.

## Биография
Отец, Марк Лейбович Алтоцкий (р. 1932), — подполковник в отставке, военпред, инженер. Мама, Людмила Александровна, урожденная Лохтева (р. 1939), — врач-кардиолог (до 2008 г.).
Окончила челябинскую школу № 1 (углубленный английский) с золотой медалью и Челябинский государственный университет (специальность «Химия») с отличием. Работала инженером, преподавателем химии, референтом, с 1995 г. работает в Южно-Уральском государственном университете на кафедре ЭВМ, ведущий инженер.
В 1988 г. вышла замуж за Вячеслава Викторовича Аргутина (1948—2006). Есть сын Александр (р. 1989).
В старших классах занималась в литобъединении Дворца пионеров «Алые паруса», затем прекратила литературные опыты. Вернулась к поэтическому творчеству в конце 1990-х, в 1999 г. издала первую малоформатную книгу стихов.
За рукопись третьей книги И. Аргутина стала лауреатом III Литературного конкурса имени К. М. Нефедьева (2003 г.) и в том же году по рекомендации Всероссийского совещания молодых писателей была принята в Союз писателей России.
В 2004 г. — лауреат 14 Международного поэтического конкурса «Пушкинская лира» (Нью-Йорк) — первое место.
В 2006 г. — шорт-лист международного литературного конкурса им. Н. Гумилёва «Заблудившийся трамвай» (Санкт-Петербург).
С 2006 г. член редколлегии (по приглашению главного редактора С. Сутулова-Катеринича) международного поэтического интернет-альманаха «45-я параллель».
Шорт-лист международного литературного конкурса «Русский Stil», (Штутгарт, Германия, 2008 г.).
Лауреат Южно-Уральской литературной премии-2013 за книгу «На честном слове», Челябинск, 2013 г.
Член жюри множества детских и взрослых литературных конкурсов, в том числе международных конкурсов «Согласование времен»—2009, 2010, «45-й калибр» — 2013, 2014, «Пятая стихия» им. И.Царёва — 2014 и др.

### Книги
- 1. Свободные скитальцы: Стихи. — Челябинск: «Фрегат», 1999. — 44 с.
- 2. Время поить пески: Стихи. — Челябинск: изд. Т.Лурье, 2001 — 96 с.
- 3. Линия перемены дат: Стихи — Челябинск: изд. Т.Лурье, 2001 — 88 с.
- 4. Настоящие птицы: Стихотворения. — Челябинск: Челябинский дом печати, 2006. — 88 с.
- 5. Четыре степени свободы. Стихотворения. — Челябинск: Цицеро, 2008. — 116 с
- 6. Избранное. Стихотворения, поэмы, пьеса в стихах. Челябинск: Книга, 2009. — 254 с.
- 7. На честном слове. Стихи, поэмы, проза. — Челябинск: Цицеро, 2012. — 120 с.
- 8. Поэтический календарь. Стихи. — Челябинск: Издательство Марины Волковой, 2013. — 96 с.

### Публикации
Публикации в журналах и альманахах:
«Урал» (Екатеринбург), «Уральская новь» и «Южный Урал» (Челябинск), «Врата Сибири» (Тюмень), «Крещатик» (Санкт-Петербург), «Под часами» (Смоленск), «День и Ночь» (Красноярск), «Волга» и «Василиск»(Саратов), «Белый ворон» (Екатеринбург-Нью-Йорк), «Ковчег» (Ростов-на-Дону), "Литературной газете (Москва), литературных газетах «Lite» (Балтимор, США), Russian Daily «Новое Русское Слово», Russian-American Newspaper Obzor «Обзор Weekly» (обе — США), «Интеллигент» (Санкт-Петербург).
Подборки в антологиях и сборниках:
«Антология современной уральской поэзии»-2003 и 2011 (Челябинск), «Самое время» (М.: Вентана Граф, 2009), «45—я параллель: Антология» (М.: Вест—Консалтинг, 2010), Антология поэзии «Согласование времён» (Берлин: Издательство epubli, 2010 и 2011), «Наше время. Антология современной литературы России» (М.: Изд. Лит. ин-та им. А. М. Горького; М.: Изд.журн."Юность", Лит.фонд «Дорога Жизни», 2011), «Останется голос. Русская поэзия XXI века» (СПб.: Алетейя, 2013).
Предисловия к книгам челябинских, московских, ставропольских поэтов, статьи, рецензии.

## Отзывы
В стихах Ирины Аргутиной — интеллектуальная жесткость, беспощадность и беззащитность одновременно. Всем нам — современникам и соотечественникам — должен быть близок её опыт «постижения жизни», а значит, всем нам — пусть в разной степени — будет интересна и её поэзия.
У Ирины Аргутиной негромкий голос с четкой артикуляцией и собственной интонацией и выверенная поэтическая позиция.
Как неотделимы друг от друга четыре степени свободы, предстающие в стихах Аргутиной: ошеломительная, окрыляющая свобода безмятежно-счастливого человека, свобода выбирать и защищать свои идеалы и ценности своей жизни — добытая в повседневном труде, если не в борьбе; вышеупомянутая “свобода” после сокрушительной потери, и — вновь не ложная, а истинная и правдивая — свобода понимания и смирения, преодоление эгоизма в горе, вновь — открытость миру и простой мудрости жизни.
 
И эта (столь необходимая в творчестве) свобода присутствовала в стихах Ирины Аргутиной всегда: способность объективно видеть вещи, чувство собственного достоинства — как гармонизирующее, а не разрушительное, начало, философский взгляд — но взгляд лирика, а не резонера.
Аргутина продолжает неравный бой с надвигающимся мраком до последнего патрона. Она сумела сохранить в себе донкихотский идеализм и веру в светлые идеалы, вопреки цинично-буржуазному настроению наших дней. Она нашла в себе «силы на вдох» и отстояла «право на речь»… Поэтический язык И. Аргутиной с каждым сборником оттачивается, становится все более мощным, точным, метафоричным. В нём хочется плавать, его хочется пить, как живую и животворящую влагу.